# Маяцьке сільське поселення (Нанайський район)
Мая́цьке сільське поселення (рос. Маякское сельское поселение) — сільське поселення у складі Нанайського району Хабаровського краю Росії.
Адміністративний центр та єдиний населений пункт — село Маяк.

## Населення
Населення сільського поселення становить 1519 осіб (2019; 1638 у 2010, 1768 у 2002).